# Orchelimum fidicinium
Orchelimum fidicinium är en insektsart som beskrevs av Rehn, J.A.G. och Morgan Hebard 1907. Orchelimum fidicinium ingår i släktet Orchelimum och familjen vårtbitare. Inga underarter finns listade i Catalogue of Life.